# Torsten Frings
Torsten Frings, nemški nogometaš, * 22. november 1976, Würselen, Zahodna Nemčija.